# Rhadinaea
Rhadinaea este un gen de șerpi din familia Colubridae.

## Specii[1]
- Rhadinaea anachoreta
- Rhadinaea bogertorum
- Rhadinaea calligaster
- Rhadinaea cuneata
- Rhadinaea decorata
- Rhadinaea flavilata
- Rhadinaea forbesi
- Rhadinaea fulvivittis
- Rhadinaea gaigeae
- Rhadinaea godmani
- Rhadinaea hannsteini
- Rhadinaea hempsteadae
- Rhadinaea hesperia
- Rhadinaea kanalchutchan
- Rhadinaea kinkelini
- Rhadinaea lachrymans
- Rhadinaea laureata
- Rhadinaea macdougalli
- Rhadinaea marcellae
- Rhadinaea montana
- Rhadinaea montecristi
- Rhadinaea myersi
- Rhadinaea omiltemana
- Rhadinaea pegosalyta
- Rhadinaea pilonaorum
- Rhadinaea posadasi
- Rhadinaea pulveriventris
- Rhadinaea quinquelineata
- Rhadinaea rogerromani
- Rhadinaea sargenti
- Rhadinaea schistosa
- Rhadinaea serperastra
- Rhadinaea stadelmani
- Rhadinaea taeniata
- Rhadinaea tolpanorum
- Rhadinaea vermiculaticeps